# Sarasota Herald-Tribune
Sarasota Herald-Tribune est un journal quotidien basé à Sarasota en Floride. Il appartient à The New York Times Company depuis 1982.